# Val Chiarsò
La Val Chiarsò (in friulano: Cjanâl d'Incjaroi, anche detta Val d'Incarojo, Valle di Paularo o Canale d'Incarojo) è una delle otto valli della Carnia, nell'alto Friuli-Venezia Giulia, attraversata dall'omonimo torrente e dominata dal massiccio del Monte Sernio. Lunga circa 21 km, discendendo da nord sotto il confine italo-austriaco verso sud e sud-ovest, attraversata dalla SP 40 di Paularo, si collega con la Val Pontaiba, trasversale di sinistra della Valle del But, attraverso il Passo Duron e il comune di Treppo Ligosullo oppure attraverso il Passo del Cason di Lanza, con il Canal del Ferro e Pontebba. Il capoluogo è Paularo con le sue frazioni: Casaso, Villafuori, Villamezzo, Rio, Ravinis, Misincinis, Dierico, Salino, Trelli e Chiaulis più i paesi di Lovea, Valle, Rivalpo e Piedim, frazioni del comune confinante di Arta Terme.